# 軍隊輸送船
軍隊輸送船（ぐんたいゆそうせん）とは、兵士の輸送に用いるための船である。使用される状況の戦時・平時を問わない。運用上は揚陸艦と異なり、乗船した部隊を直接に海岸へ上陸させることはできず、埠頭に係留したり、連絡艇や艀を用いて乗り降りを行う。

## 歴史

### 前近代の軍隊輸送船
軍隊輸送用の船は古代から使用されていた。古代ローマは、ナヴィス・ルソリア（仮音写：en:Navis lusoria）と呼ばれる櫂と帆で航行する小型軍船を、ライン川やドナウ川での軍隊移動に使用していた。

### 近代的な軍隊輸送船
近代的な軍隊輸送船の歴史は、貨客船の歴史ともいえる。多くの海洋国家では、常備の軍用艦船では不足すると思われる場合、客船を傭船あるいは徴用して軍事作戦の補助に使用してきた。19世紀には各国海軍はオーシャン・ライナーを傭船して軍隊輸送に使用するようになり、20世紀に入るとそれらの軍隊輸送船には灰色の迷彩塗装や自衛武装が施されるようになった。オーシャン・ライナーの有する優れた速度は、本来は航海時間短縮のためであるが、敵の潜水艦や、巡洋艦などの通商破壊艦から逃れるためにも有効であった。イギリスが徴用した客船「オリンピック」は、逆に体当り攻撃によってUボートを撃沈することすらできた。一方、小型や旧式で低速の客船の場合には、護送船団を組むことで保護された。
19世紀後半から20世紀前半には、主要海軍国は、有事の軍隊輸送船確保のため補助金を支出していた。イギリス政府は、キュナード・ラインとホワイト・スター・ラインの双方に対し、客船「モーリタニア」・「アキタニア」（en）・「オリンピック」・「ブリタニック」の建造を助成した。これらの船は、砲火に対する脆弱性が認識された後、多くは軍隊輸送船ではなく病院船として使用されることになった。
客船「クイーン・メリー」と「クイーン・エリザベス」は、第二次世界大戦において軍隊輸送船に改装された客船の最も有名な例である。完全な改装がされた状態では、それぞれ1万人以上の兵員を一度に輸送することが可能であった。

### 第二次世界大戦後
冷戦期には、アメリカの客船「ユナイテッド・ステーツ」が有事の軍隊輸送船転用に備えた設計になっていた。さらに最近では、イギリス海軍がフォークランド紛争において、客船「クイーン・エリザベス2」と「キャンベラ」を軍隊輸送船として徴用した。
20世紀末には、長距離軍隊輸送の大半は、軍用輸送機によって行われるようになっている。

## 商船の軍用時の呼称
イギリス海軍の軍隊輸送船として徴用される場合、HMT（His/Her Majesty's Troopship、国王陛下・女王陛下の軍隊輸送船）の艦船接頭辞が与えられ、RMS（Royal Mail Steamship、英国郵便船）やSS（Steamship、汽船）に替わって船名に冠せられる。
アメリカ合衆国の場合、特別の艦船接頭辞は存在せず、アメリカ海軍が運用する間は正規の海軍艦艇と同じくUSS（United States Ship、合衆国艦艇）の艦船接頭辞を用いる。

## 特筆すべき軍隊輸送船
船名50音順
- 「アガメムノン」（元「カイザー・ヴィルヘルム2世」） - アメリカ。第一次世界大戦でドイツから鹵獲、兵員延べ42,000人を輸送。
- 「アキタニア」（en） - イギリス。収容可能兵員約8,000人で両大戦において活動し、第二次世界大戦だけで兵員40万人を輸送。
- 浅間丸級貨客船（浅間丸・龍田丸・秩父丸）
- あるぜんちな丸級貨客船
- 「オトラント」 - イギリス。第一次世界大戦で衝突事故により沈没、470人死亡。
- 「オリンピック」 - イギリス。タイタニックの姉妹船。ドイツ潜水艦を体当たりで撃沈。
- 「カップ・アルコナ」 - ドイツ。第二次世界大戦末期に強制収容所に転用されて、沈没時に7,000人が死亡。
- 「カディーブ・イスマイル」 - イギリス。第二次世界大戦中に撃沈されて約1,300人死亡（イギリス輸送船で3番目に多い）。
- 「グレート・イースタン」 - イギリス。19世紀最大級の客船で、兵員等2,500人を輸送した。
- 「ジャスティシア」（en）- イギリス。3万総トン級の大型船で、第一次世界大戦で撃沈。
- 「ドーチェスター」（en） - イギリス。第二次世界大戦中に撃沈されて675人死亡。
- 「バークンヘッド」（en） - イギリス。1852年に遭難沈没して約450人が死亡。
- 「フォン・シュトイベン」（元「クロンプリンツ・ヴィルヘルム」（en）） - アメリカ。第一次世界大戦時にドイツから鹵獲、竣工時は世界最大最速級。
- 「ベルゲンラント」（en） - イギリス。第一次世界大戦で使用され、収容可能兵員3,000人以上。
- 「ヘンリー・R・マロリー」（en） - アメリカ。第二次世界大戦中に撃沈されて272人死亡。
- 「メンディ」（en） - イギリス。第一次世界大戦で撃沈されて646人死亡。
- 「モーリタニア」 - イギリス。第一次世界大戦時、世界最大最速級。
- 「ラコニア」 - イギリス。第二次世界大戦で捕虜輸送中に撃沈され約1,600人死亡（イギリス輸送船で2番目に多い）。
- 「ランカストリア」 - イギリス。第二次世界大戦で撃沈され、推定3000－6000人死亡（イギリス輸送船で最多）。
- 「レヴァイアサン」（en） - アメリカ。第一次世界大戦で約12万人を輸送。
- 「ローナ」（en） - イギリス。第二次世界大戦で誘導爆弾により撃沈、アメリカ兵1100人死亡。